# Final Fantasy XII: Revenant Wings
Final Fantasy XII: Revenant Wings (ファイナルファンタジーXII レヴァナント・ウイング?, Fainaru Fantajī Revananto Uingu) è un videogioco di ruolo strategico per Nintendo DS, seguito di Final Fantasy XII per PlayStation 2.

## Trama
Un anno dopo la sconfitta di Vayne, Vaan e Penelo (protagonisti di FFXII) sono aviopirati e sorvolano i cieli di Ivalice a bordo della loro aeronave in cerca di tesori e avventure, concorrendo a Balthier e Fran, vecchi compagni di battaglia.
Il recupero di un ennesimo tesoro, però, sembra serbare parecchie sorprese: in primo luogo, l'aeronave di Vaan e Penelo viene distrutta, in secondo luogo appare sui cieli di Ivalice un'aeronave fantasma.
Per Vaan la tentazione è grande, un'aeronave da "prendere in prestito" per ritornare a solcare i cieli.
Così, i due protagonisti si ritrovano trasportati insieme a Philo, Kytes e Tomaj in un continente fluttuante sconosciuto: trattasi di Lemurés, un tempo separato dal continente di Ivalice, ora di nuovo accessibile agli aviopirati (molti dei quali non si fanno scrupoli nel depredarlo di ogni ricchezza).
I protagonisti conoscerano Llyud (un aegyl, abitante di Lemurés) che spiega loro di come gli aviopirati stiano razziando Lemurès. Tocca a Vaan, Penelo, Balthier e Fran cercare di riportare la pace a Lemurés.
I sei (dato che Balthier e Fran sono andati a indagare ad Arda, un'isola di Lemurès) si addentrano nel Tempio di Gucuma Qur; qui Ba'Gamnan, un bangaa che in precedenza ha cercato di uccidere Vaan e gli altri, aiuterà Vaan nei combattimenti, in quanto Tomaj gli ha posto una museruola che rilascia scosse elettriche nel caso in cui egli non obbedisca agli ordini. In questo tempio, inoltre, Llyud consegnerà a Vaan la "Ruota dei patti", un oggetto che permette di evocare gli Yarhi (così si chiamano gli esper).
Quando Vaan e gli altri sconfiggeranno un aviopirata che si è infiltrato nel tempio, questi racconterà loro del "Giudice alato" e delle ricchezze che li aspettano.
I protagonisti si recheranno, in seguito, a Tormelados, l'"isola delle megaliti", dove incontreranno tale Giudice ed in cui verrà distrutta la prima idolite.
All'inseguimento del Giudice alato, i protagonisti si ritroveranno a Moruc Charuc, il "mare celeste", al cui porto incontreranno Ricky e la sua banda, i quali aiuteranno la squadra in alcuni livelli.
Nel tempio di quest'isola, una volta sconfitto Belias, uno Yarhi evocato dal Giudice alato, quest'ultimo evocherà un ulteriore Yarhi, Bahamut, che distruggerà gran parte dell'isola e farà finire i protagonisti a Tswarra, l'"isola sperduta", considerata sacra dagli aegyl; qui incontreranno Velis, del quale Penelo s'innamorerà, ma di cui si scoprirà che è già morto; in seguito, egli verrà trasformato in Odino dal Giudice alato, che lo invocherà quale Yarhi. A Tswarra, inoltre, si scoprirà che in realtà il Giudice si chiama Midia, la quale ha scelto di divenire Giudice alato per amore di Velis.
Riparata l'aeronave di Vaan, parte del gruppo si recherà ad Arda, la "colonna del cielo", anch'essa considerata sacra dagli aegyl: qui incontreranno Fran, che si unirà alla squadra, rivelando il passaggio per giungere alla caverna, dove si terrà un altro scontro col Giudice alato.
Sconfitta quest'ultima, Balthier distruggerà l'idolite che si trova nella caverna, successivamente spiegando che le idoliti privano gli aegyl delle emozioni, delle speranze e dei momenti di felicità.
I cinque si ritrovano, in seguito, nell'isola degli Yarhi, ove incontreranno di nuovo Velis, che rivelerà che l'uso dell'invocazione consuma l'anima, conseguentemente intrappolandola in un'idolite: innanzi tutto si perderanno le emozioni e poi, come dimostrato dallo stesso Velis, ci si trasformerà in uno Yarhi.
Dopo aver realizzato il desiderio di Velis (ossia di essere ucciso, sì da non poter più arrecare del male), Vaan e gli altri si ritrovano sull'aeronave; subito dopo le idoliti (di cui 2 distrutte, quindi lasciando l'ultima non capace di contenere tutte le anime) rilasciano una parte delle anime, fatto a seguito del quale gli aegyl ritrovano il sentimento dell'odio, dando il via ad una battaglia nel corso della quale Balthier e Fran si aggiungeranno permanentemente alla squadra.
Una volta riportati alla ragione gli aegyl, si incontreranno Ashe (la regina di Dalmasca) e Bash (giudice magister), che chiederanno al gruppo di affrettarsi ad Ivalice (loro pianeta d'origine), perché gli aviopirati sono giunti sin lì.
Arrivati al Deserto est di Dalmasca, un gruppo di aviopirati (controllati da Midia e, quindi, a conoscenza del fatto che Vaan è intenzionato a fermarli) attaccherà Vaan e gli altri.
Alla fine dello scontro si incontrerà Larsa (l'imperatore), che però non aiuterà la squadra nei combattimenti.
Tornati sull'aeronave per studiare una strategia, si scopre che nella pianura di Giza c'è qualcuno che ha scoperto qualcosa su Midia, che alle rovine di Glabados ci sono delle informazioni che permetteranno di scoprire di Feolthanos, la divinità degli aegyl, e che alle gole di Paramina si trova Midia.
Arrivati alla pianura di Giza, l'informatore dice che in realtà Midia è non solo una viera, ma una "viera mutante" (o feolviera), ossia un tipo di viera fenotipicamente differente e caratterizzato da una maggiore longevità.
Nelle rovine di Glabados si scopre che le feolviera sono figlie di Feolthanos e di una viera; nelle gole di Paramina, inoltre, si scopre che Velis ha combattuto nella guerra di Nabradia. Nel corso di una riunione sull'aeronave, il gruppo viene interrotto da Kytes e Philo, i quali hanno trovato una mappa in cui è annotato che il rifugio delle feolviera è all'interno d'un vulcano.
Una volta giunti a tale vulcano, si scopre che Midia, utilizzando l'auralite, ha consumato la propria anima.
Si scopre, infine, che Feolthanos ha residenza nel Castello del tempo perduto.

## Personaggi

### Protagonisti
- Vaan: Protagonista di Final Fantasy XII, ormai è diventato un giovane aviopirata che ha accumulato parecchia esperienza viaggiando per tutta Ivalice. A bordo della sua aeronave solca i cieli in cerca di nuovi tesori e avventure insieme alla sua compagna Penelo. Vaan ha 17 anni.
- Penelo: Protagonista di Final Fantasy XII, amica d'infanzia di Vaan, è sempre pronta ad aiutarlo o a sgridarlo a seconda dei casi. È un'affidabile navigatrice, anche quando Vaan si avventura su nuove e preoccupanti rotte. È diventata un'aviopiratessa e compagna di viaggio di Vaan. Penelo ha 17 anni.
- Balthier: Protagonista di Final Fantasy XII, è il più veloce aviopirata di Ivalice, solca i cieli con la Strahl, la sua inseparabile aeronave. Dopo la guerra è scomparso nel nulla senza lasciare tracce, ora è ritornato e si unisce alla banda di Vaan contro il nemico comune. Balthier ha 23 anni.
- Fran: Protagonista di Final Fantasy XII, è una Viera calma e misteriosa ed è profondamente legata al suo compagno d'avventura, l'aviopirata Balthier da un rapporto di estrema fiducia. Fran non ha mai rivelato la sua età.
- Llyud: Guerriero del continente sospeso di Lemurés, la sua innata curiosità insolita nel popolo degli Aegyl, lo spinge ad avventurarsi dove non dovrebbe e spesso a cacciarsi nei guai. Llyud ha 20 anni.
- Tomaj: Aiutante alla Taverna del Mare di Sabbia di Rabanastre, raccoglie informazioni per assistere Vaan e compagni nelle loro avventure. Tomaj ha 19 anni.
- Philo: Orfana della Città Bassa, segue fedelmente le orme di Vaan. Porta ancora nel cuore le ferite della guerra, ma con allegria e perseveranza sogna di diventare un'aviopiratessa. Philo ha 11 anni.
- Kytes: Anche lui orfano della Città Bassa di Rabanastre, è uno dei migliori amici di Vaan. Sperando di diventare anche lui un aviopirata, studia la magia con zelo a determinazione. Kytes ha 10 anni.
- Ashe: Protagonista di Final Fantasy XII, nel frattempo è diventata regina, ha lottato tanto per riportare agli antichi splendori il regno di Dalmasca, purtroppo la minaccia del Giudice Alato rischia di rendere vano il lavoro di anni. Ashe ha 20 anni.
- Basch: Protagonista di Final Fantasy XII, è diventato giudice ed è tutore legale del giovane imperatore Larsa, è succeduto al fratello in maniera eccelsa, dimostrandosi giusto e leale. Basch ha 37 anni.

### Personaggi Secondari
- Larsa: Fa la sua prima apparizione in Final Fantasy XII. Il suo intero nome è Larsa Solidor Ferrinas, è il quarto figlio del imperatore Gramis. Egli ha aiutato Vaan a sconfiggere suo fratello maggiore nella Bahamut.
- Ricky: Era un membro dei pirati di Reddas prima che quest'ultimo morisse. Appare per la prima volta in Final Fantasy XII. È molto abile in battaglia ed è la persona più veloce di tutta Ivalice. Certe volte sfidava Vaan a delle gare di corsa.
- Elsa: Anch'ella era un membro dei pirati di Reddas e compare per la prima volta in Final Fantasy XII. Anch'ella è una delle più veloci corridori di Ivalice e gareggiva certe volte con Vaan.
- Razz: Anche lui era un membro dei pirati di Reddas e appare la prima volta in Final Fantasy XII. Insieme a Ricky ed Elsa è uno dei corridori più veloci di Ivalice. Gareggiava con Vaan ad alcune gare.
- Nono: Appare per la prima volta in Final Fantasy IV, è un Moguri ed è il guardiano della Sthral.
- Ba'Gamnan: Apparso per la prima volta in Final Fantasy XII. Questo violento e aggressivo bangaa è il capo di una banda di cacciatori di taglie, specializzata nella caccia agli aviopirati. La sua preda più ambita, e il suo nemico giurato è Balthier. Contro la sua volontà, ha aiutato Vaan e i suoi amici a Lemures.

### Nemici
- Feolthanos: Feolthanos detto l'Eterno, è il principale antagonista di Final Fantasy XII: Revenant Wings. È un Aegyl e si è autoproclamato il Dio del Continente di Lemurés e il suo scopo è di vendicarsi sul Mondo.
- Giudice Alato: In realtà è una Viera proveniente da Ivalice. Il suo obbiettivo è di invadere Ivalice e scatenare una Guerra tra il continente di Lemurés e quello di Ivalice.